# Protoplast (religió)
El terme protoplast indica les figures mítiques considerades com els primers humans. Poden ser una parella d'home i dona o solament un humà que origina la resta d'individus del planeta, com Adam i Eva segons el Gènesi o Ask i Embla a la mitologia nòrdica. Els protoplasts poden ser també els membres de la segona generació, aquells que després d'un cataclisme còsmic, com el diluvi universal, sobreviuen i donen origen a les següents generacions humanes (com Deucalió i Pirra entre els grecs). Usualment els protoplasts formen part de la creació, ja que els déus donen peu, de manera voluntària o no, a una nova raça d'éssers mortals i aquests es reprodueixen fins poblar la Terra. No es consideren protoplasts els pares o mares d'un llinatge concret o, dins del mite fundacional de cada poble, l'avantpassat primer d'una comunitat. Els protoplasts poden tenir un llinatge establert fins al present o una altra figura de renom, com la genealogia de Jesús, o bé ser solament figures simbòliques que donen peu posteriorment a tot un conjunt d'herois i individus corrents.